# Acropimpla varuna
Acropimpla varuna là một loài tò vò trong họ Ichneumonidae.